# Hite (Brauerei)
HiteJinro ist ein südkoreanischer Getränkekonzern aus Yongsan-gu, Seoul. Das Unternehmen entwickelte sich in den letzten Jahrzehnten zu einer der absatzstärksten Brauereien Koreas. Das Unternehmen ist an der südkoreanischen Börse notiert.

## Geschichte
Das Unternehmen geht auf den 1924 gegründeten Soju-Hersteller Jinro und die 1933 unter dem Namen Chosun gegründete Brauerei Hite zurück. Hite war nach eigenen Aussagen die erste Brauerei in Korea. 2005 schlossen sich die beiden Unternehmen zur HiteJinro Group zusammen.

## Produkte

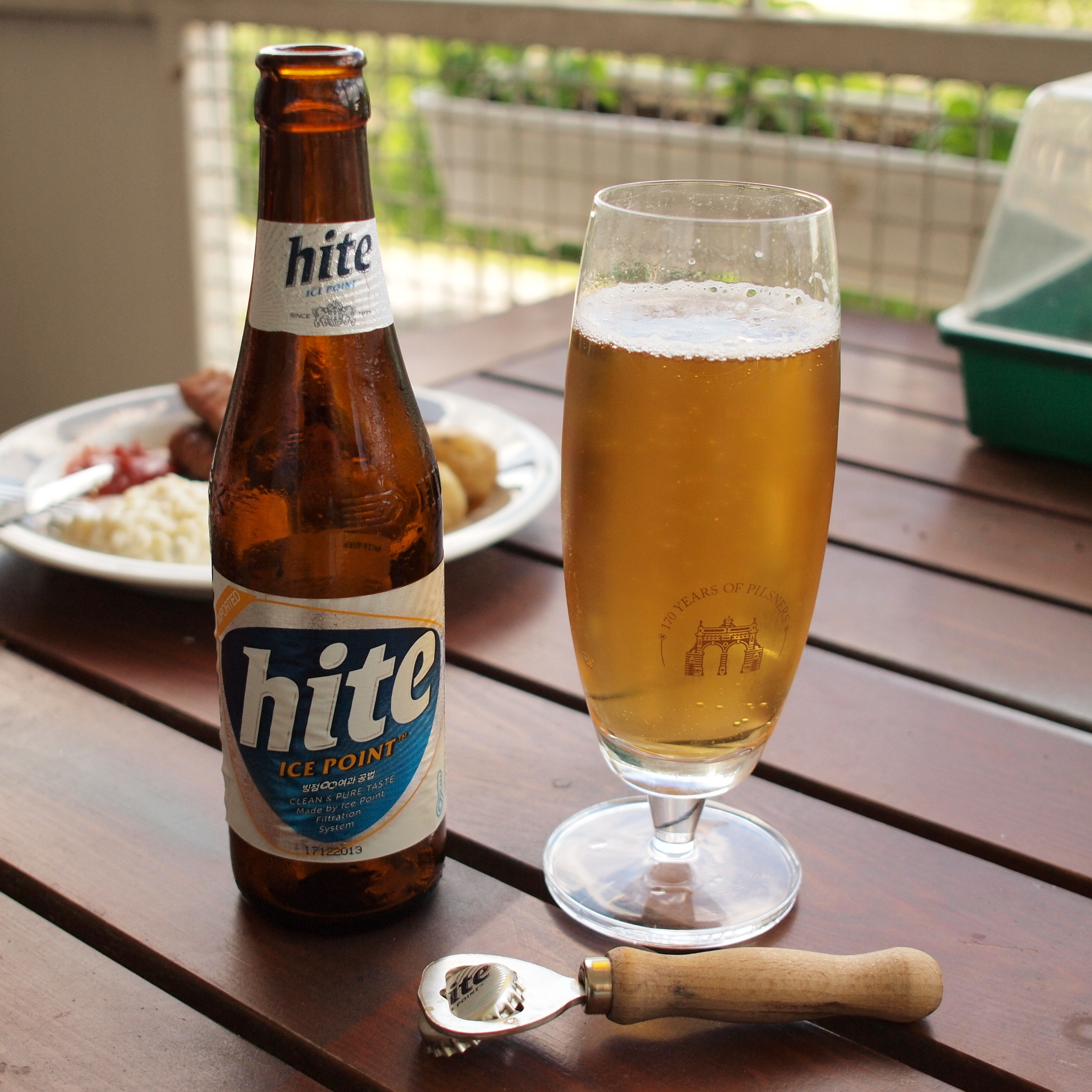
Hite-Bier

Die Hauptprodukte von Hite sind Biere, Reisweine und Mineralwasser. Des Weiteren wird auch Whiskey und Wein produziert. Das Unternehmen importiert auch fremde Produkte und vertreibt sie in Südkorea. So z. B. Weine aus Australien, Chile und Europa, Sekt von Henkell, und Biere von Kronenbourg, Schöfferhofer und Singha.

### Biere
- Hite Pale-Lager – Das Hauptprodukt der Brauerei ist ein Lagerbier aus Gerste und Reis mit einem Alkoholgehalt von 4,3 %.
- Hite Max – Ebenfalls ein Lagerbier, das als einziges massenproduziertes Bier in Korea ausschließlich mit Gerste gebraut wird und damit europäischen Lagerbieren ähnelt
- Hite Dry d
- Hite S – alkoholreduziertes Bier
- Black Beer Stout – Stout nach dem Vorbild von Guinness
- Barreal Lager Beer
- The Hite Prime Draft – in den Sorten Regular und Green
- J Draft
- Queens Ale
- Terra